# Cantonul Saint-Lô-Est
Cantonul Saint-Lô-Est este un canton din arondismentul Saint-Lô, departamentul Manche, regiunea Basse-Normandie, Franța.

## Comune
- La Barre-de-Semilly
- Baudre
- La Luzerne
- Sainte-Suzanne-sur-Vire
- Saint-Lô (parțial, reședință)